# نورث كاستل (نيويورك)
نورث كاستل (بالإنجليزية: North Castle, New York)‏ هي بلدة أمريكية تقع في الولايات المتحدة في مقاطعة ويستتشستر، نيويورك. يقدر عدد سكانها بـ 11,841 نسمة ومساحتها 68.6 كم2 وترتفع عن سطح البحر 117 متر.